# Curt Michel
Frank Curtis « Curt » Michel, né le 5 juin 1934 à La Crosse et mort le 26 février 2015, est un astrophysicien et astronaute américain.
Sélectionné dans le groupe d'astronautes 4, il ne participe cependant à aucune mission.